# Singa
Singa là một chi nhện trong họ Araneidae.

## Các loài
Tính đến  tháng 4 năm 2019 chi Singa bao gồm 28 loài:
- Singa albobivittata Caporiacco, 1947 – Tanzania
- Singa albodorsata Kauri, 1950 – South Africa
- Singa alpigena Yin, Wang & Li, 1983 – China
- Singa alpigenoides Song & Zhu, 1992 – China
- Singa ammophila Levy, 2007 – Israel
- Singa aussereri Thorell, 1873 – Europe
- Singa bifasciata Schenkel, 1936 – China
- Singa chota Tikader, 1970 – India
- Singa concinna Karsch, 1884 – São Tomé and Príncipe
- Singa cruciformis Yin, Peng & Wang, 1994 – China
- Singa cyanea (Worley, 1928) – USA
- Singa eugeni Levi, 1972 – USA
- Singa haddooensis Tikader, 1977 – India (Andaman Is.)
- Singa hamata (Clerck, 1757) (type) – Europe, Turkey, Russia (Europe to Far East), Caucasus to Central Asia, China, Korea, Japan
- Singa hilira Barrion & Litsinger, 1995 – Philippines
- Singa kansuensis Schenkel, 1936 – China
- Singa keyserlingi McCook, 1894 – USA, Canada
- Singa lawrencei (Lessert, 1930) – Congo
- Singa leucoplagiata (Simon, 1899) – Indonesia (Sumatra)
- Singa lucina (Audouin, 1826) – Mediterranean to Central Asia
  - Singa l. eburnea (Simon, 1929) – Algeria, Tunisia
- Singa myrrhea (Simon, 1895) – India
- Singa neta (O. Pickard-Cambridge, 1872) – Mediterranean, Iraq
- Singa nitidula C. L. Koch, 1844 – Europe, Turkey, Russia (Europe to Far East), Caucasus to Central Asia
- Singa perpolita (Thorell, 1892) – Singapore
- Singa semiatra L. Koch, 1867 – Mediterranean, Ukraine, Russia (Europe), Iraq, Iran
- Singa simoniana Costa, 1885 – Italy (Sardinia)
- Singa theodori (Thorell, 1894) – Indonesia (Java)